# Lucy Stone

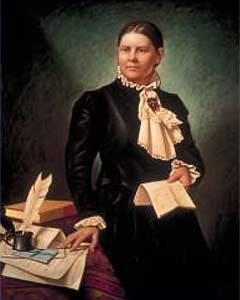
Porträt von Lucy Stone, um 1860

Lucy Stone (* 13. August 1818 in West Brookfield, Massachusetts; † 18. Oktober 1893 in Dorchester, einem Stadtteil von Boston) war eine US-amerikanische Reformerin, Frauenrechtlerin, Abolitionistin und Publizistin. Als erste amerikanische Ehefrau behielt sie ihren Geburtsnamen bei.

## Leben
Lucy Stone war die dritte Tochter von neun Kindern des Farmers Francis Stone und dessen Ehefrau Hannah Matthews. Die Erziehung der Kinder wurde von ihren Eltern streng überwacht. Lucy galt als frühreif und ausgesprochen intelligent. Als eine der ersten Frauen studierte sie Theologie am Oberlin College in Ohio – gegen den Willen ihrer Eltern und der College-Verwaltung. Dort lernte sie die sieben Jahre jüngere Antoinette Brown (1825–1921) kennen, mit der sie bald eine enge Freundschaft verband. Die beiden Frauen kämpften zuerst gegen die Bestimmung, dass Frauen in den Kursen nur zuhören und nicht sprechen durften.

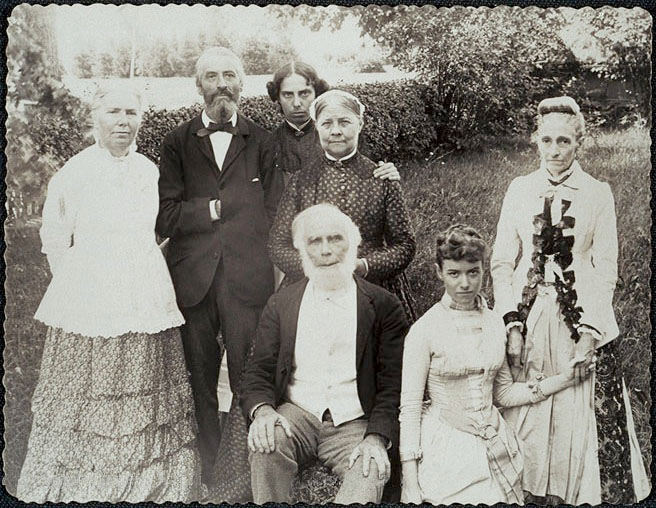
Von links nach rechts: Elizabeth Blackwell, Henry Spofford, Alice Blackwell, Lucy Stone, Henry Blackwell, Miss Spofford und Mrs. Spofford, um 1890

Im Jahr 1856 wurden die Frauenrechtlerinnen Lucy Stone und Antoinette Brown zu Schwägerinnen, da sie innerhalb eines Jahres die Brüder Henry und Samuel Blackwell heirateten. Deren Schwestern waren die ersten amerikanischen Ärztinnen Elizabeth und Emily Blackwell. Aus der Ehe, die allen Berichten zufolge glücklich verlief, ging eine Tochter, Alice (1857–1950), hervor. Lucy Stone sorgte für Kontroversen, weil sie nach ihrer Heirat ihren Geburtsnamen als Symbol für das Recht der Frau auf Individualität beibehielt. Diejenigen Frauen, die ihrem Beispiel folgten, nannte man »Lucy Stoners«.
Während des Sezessionskriegs engagierte sich Mrs. Stone für die „Women’s National Loyal League“. 1866 beteiligte sie sich an der Gründung der „American Equal Rights Association“ und ein Jahr später wählte man sie zur Präsidentin der „New Jersey Woman Suffrage Association“. Im Jahre 1868 half sie beim Aufbau der „New England Woman Suffrage Association“; im Jahr darauf zog sie mit ihrer Familie nach Boston. Zusammen mit anderen Frauen gründete Lucy Stone im November 1866 die „American Woman Suffrage Association“ (AWSA). Neben ihrem Einsatz für die Rechte der Frauen trat sie auch vehement für die Abschaffung der Sklaverei ein.
Während andere Suffragetten Victoria Woodhull zeitweise bei ihrer Präsidentschaftskandidatur 1872 unterstützten, wandte sie sich durchgängig gegen Woodhull und drückte ihren Abscheu aus.
Im Jahr 1870 gründete Mrs. Stone das Woman’s Journal, die wichtigste Zeitung der amerikanischen Frauenbewegung, und wurde dabei von ihrem Ehemann, Henry Blackwell (1825–1909), unterstützt. Bis zu ihrem Tod war sie Herausgeberin dieser Zeitung.
Die Ruinen ihres Wohnhauses bei West Brookfield wurden 2021 unter der Bezeichnung Lucy Stone Home Site in das National Register of Historic Places aufgenommen.

## Lucy Stone League
Im Mai 1921 gründete Ruth Hale die Frauenorganisation Lucy Stone League, deren Ziel es unter anderem war, dass Frauen nach der Heirat ihren Geburtsnamen behalten können. Unter den Mitbegründerinnen waren unter anderem Jane Grant, Ehefrau von Harold Ross, und Beatrice Kaufman, Ehefrau des Dramatikers George Simon Kaufman. Weitere Mitglieder waren Neysa McMein, Janet Flanner, Franklin Pierce Adams, Solita Solano, Anita Loos,  Fannie Hurst und Blanche Oelrichs. Mitglied war auch Doris Fleischman, Ehefrau von Edward Bernays. Sie war die erste Ehefrau in den USA, der ein Pass auf ihren Geburtsnamen ausgestellt wurde.

„Was habe ich davon, wählen zu dürfen, Eigentum zu besitzen usw., wenn ich über meinen Körper und seine Funktionen nicht frei verfügen kann?“

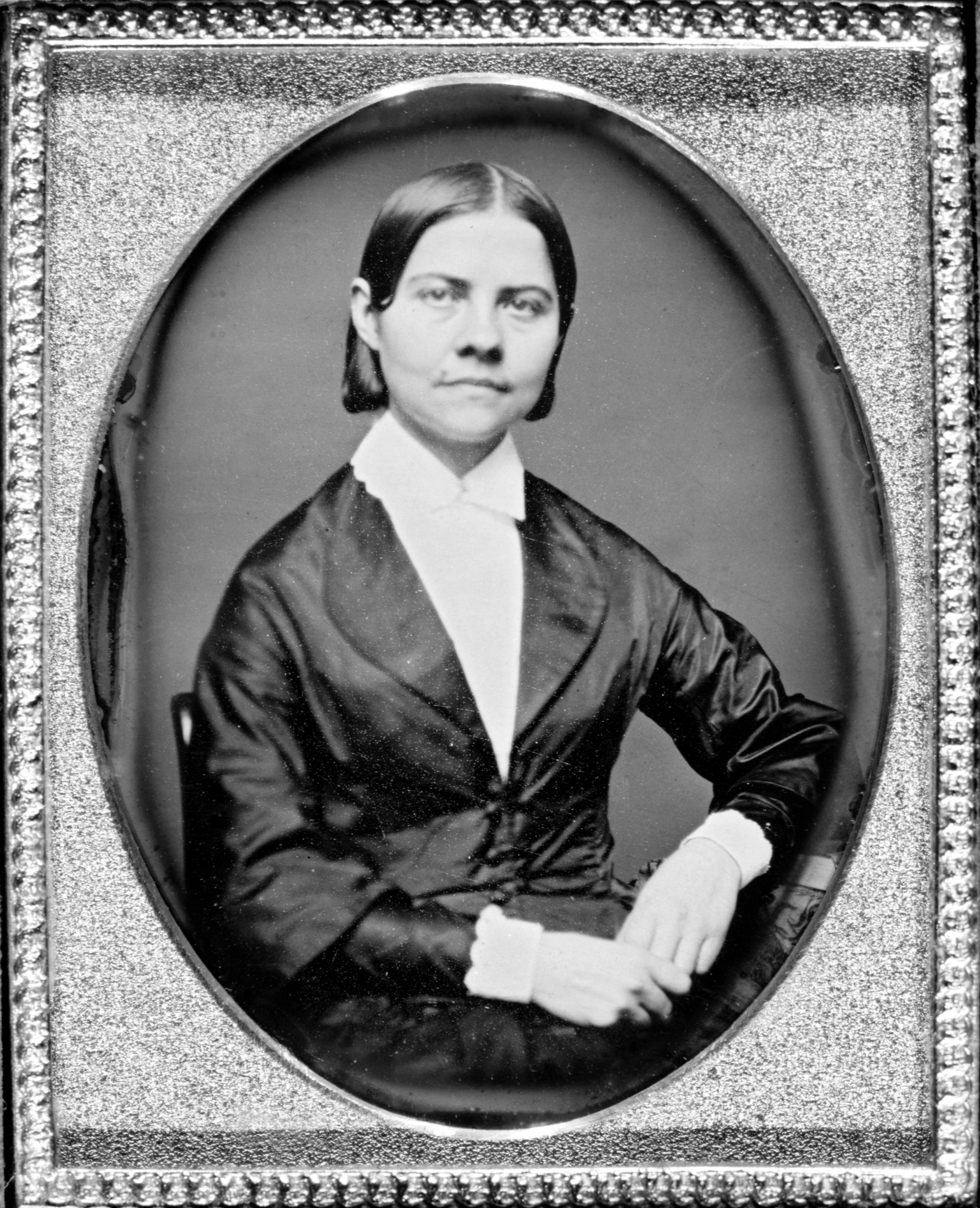
Lucy Stone, um 1840/1860
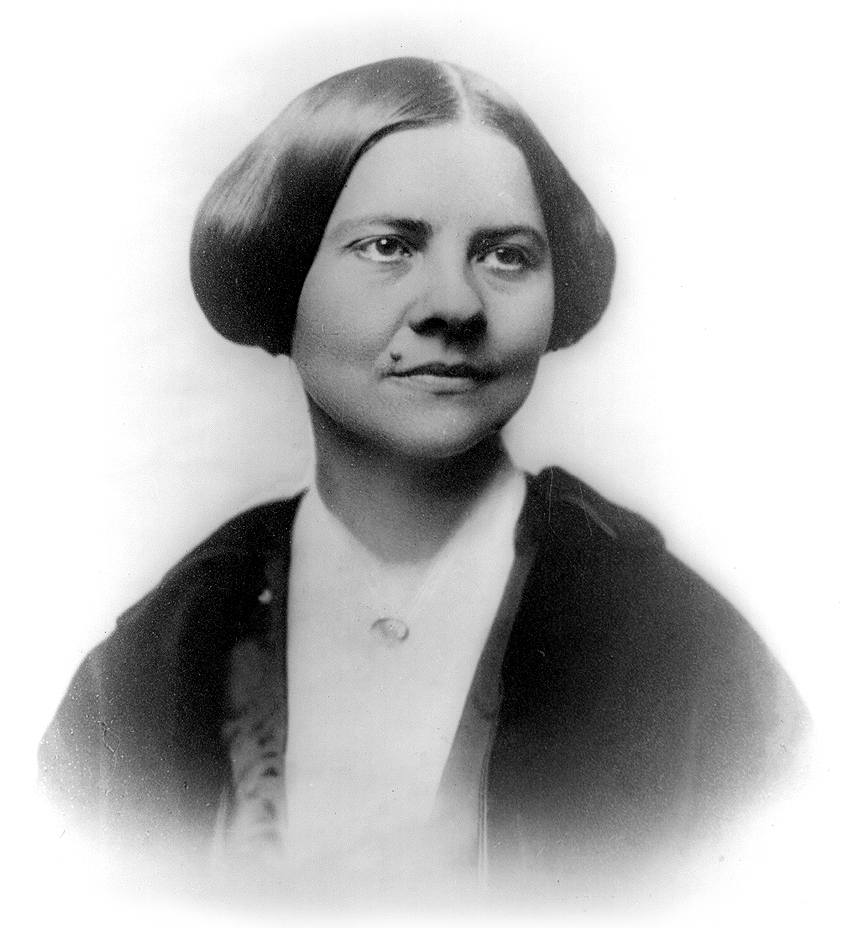
Lucy Stone, 1847
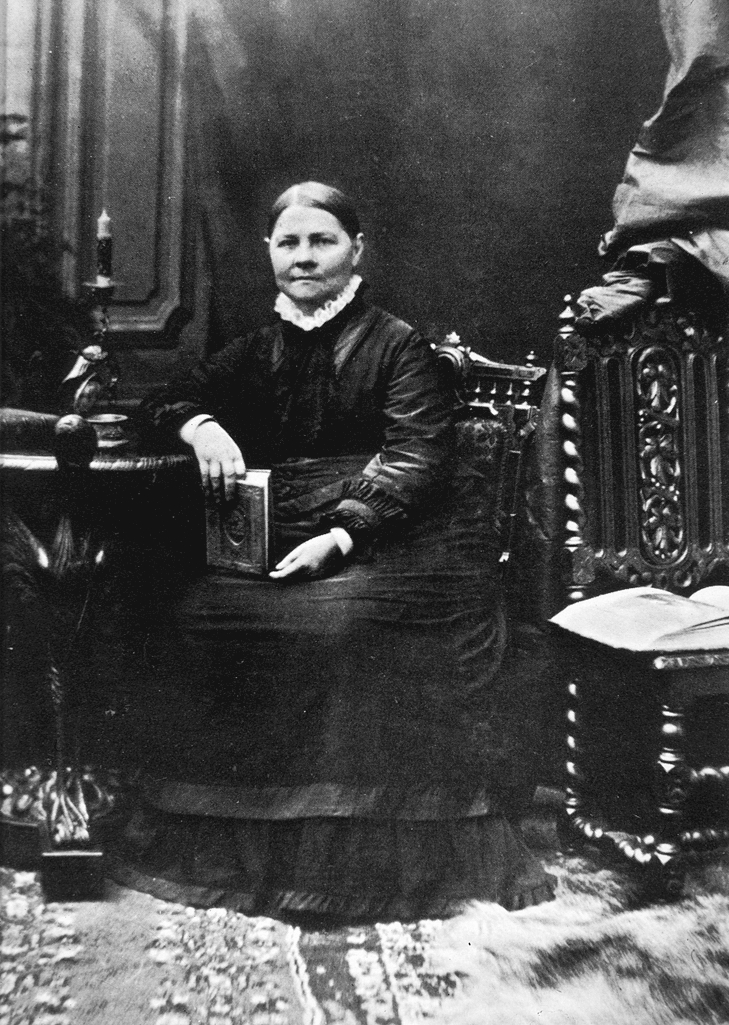
Lucy Stone, um 1878
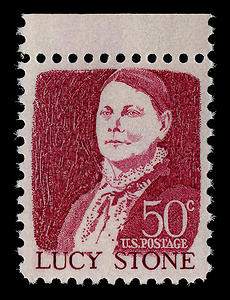
Briefmarke 1968: 150. Geburtstag von Lucy Stone